# Was ist los mit Alex Mack?
Was ist los mit Alex Mack? (Originaltitel: The Secret World of Alex Mack) ist eine US-amerikanische Fernsehserie.

## Handlung
In der Serie geht es um ein 13-jähriges Mädchen, das infolge eines Unfalls mit Chemikalien übersinnliche Kräfte entwickelt. Sie kann unter anderem Elektrizität aus ihren Fingern erzeugen (siehe Kirlianfotografie) und entwickelt telekinetische Fähigkeiten.
Die Chemikalie stammt aus einem Labor einer undurchschaubaren Chemiefirma namens Atron Inc., deren Chefin, Danielle Atron, versucht, den Teenager, der bei dem Unfall mit der Chemikalie übergossen wurde, zu finden und Experimente mit ihm zu machen. Dabei wird sie von zwei Männern begleitet. Seitdem ist Alex auf der Flucht vor der Chemiefirma (in der ihr eigener Vater arbeitet).
Alex hält ihre übersinnlichen Kräfte möglichst geheim, so dass sie als gewöhnliches High-School-Mädchen auftritt. Ihr bester Freund, Raymond Alvarado, kennt neben ihrer circa drei Jahre älteren Schwester Annie als einziger ihr Geheimnis. Alex’ beste Freundin, Robyn Russo, ahnt hingegen nichts davon.
Ihre Fähigkeit, sich in eine Chemikalien-Pfütze zu verwandeln und unter Türspalten durch zu kriechen, entwickelt sich im Laufe der Serie weiter, sodass es ihr am Ende möglich ist, denjenigen, der sie berührt, ebenfalls in eine solche Lache zu verwandeln. 
Am Ende der Serie wird Alex geschnappt und eingesperrt. Ihre Eltern werden auch mitgenommen und vorübergehend gefangen gehalten. In dieser Gefangenschaft offenbart Alex den Eltern ihre übernatürlichen Fähigkeiten.

## Synchronisation
| Rolle            | Schauspieler    | Synchronsprecher                                          |
| ---------------- | --------------- | --------------------------------------------------------- |
| Alexandra Mack   | Larisa Oleynik  | Julia Ziffer                                              |
| Raymond Alvarado | Darris Love     | Robin Kahnmeyer                                           |
| Annie Mack       | Meredith Bishop | Ranja Helmy                                               |
| George Mack      | Michael Blakley | Norbert Gescher                                           |
| Barbara Mack     | Dorian Lopinto  | Sabine Jäger (1. Stimme) Heidi Pfanne-Weigelt (2. Stimme) |
| Danielle Atron   | Louan Gideon    | Viola Sauer                                               |
| Vince Carter     | John Marzilli   | Jan Spitzer                                               |

## DVD-Veröffentlichung
In den USA ist die erste Staffel der Serie als DVD-Box erschienen. Weitere Veröffentlichungen sind bisher jedoch ausgeblieben. Außerdem sind in den USA und in Deutschland Bücher zur Serie erschienen.